# Емека Езе
Емека Езе (англ. Emeka Eze, нар. 22 грудня 1992) — нігерійський футболіст, півзахисник клубу «Енугу Рейнджерс».

## Клубна кар'єра
У дорослому футболі дебютував 2013 року виступами за «Енугу Рейнджерс», кольори якого захищає й донині.

## Виступи за збірну
31 травня 2013 року дебютував в офіційних матчах у складі національної збірної Нігерії в товариській грі зі збірною Мексики (2-2), вийшовши на 69 хвилині замість Джона Угочукву. 
У складі збірної був учасником розіграшу Кубка конфедерацій 2013 року у Бразилії, проте на поле так жодного разу і не вийшов.
Наразі провів у формі головної команди країни 1 матч.